# Nesomomus fasciculosus
Nesomomus fasciculosus är en skalbaggsart som beskrevs av Stefan von Breuning 1956. Nesomomus fasciculosus ingår i släktet Nesomomus och familjen långhorningar. Inga underarter finns listade i Catalogue of Life.